# 阿濟格
阿濟格（穆麟德轉寫：Ajige，大词典轉寫：Azhige；1605年—1651年），愛新覺羅氏。清太祖努爾哈赤第十二子，生母为大妃阿巴亥，与多尔衮、多铎为同母兄弟。阿濟格是順治帝的叔父，為人粗暴少謀，私下呼顺治帝為“孺子”，多爾袞病故，他欲承襲攝政，濟爾哈朗等以阿濟格身帶佩刀、「舉動叵測」等罪名，將阿濟格削爵幽禁，入獄後性情更加狂暴，諸王上奏稱阿濟格悖亂已極，順治八年（1651年）十月十六賜死於獄中。
今北京市朝阳区大望桥西南侧为阿济格墓原址，因阿济格又称八贝勒，故大望桥一带又叫“八王坟”。附近有地铁大望路站，公交车站则多以八王坟为名。

## 生平

### 天命年間
明万历三十三年（1605年）七月十五日出生，“阿济格”满语意为小。颇受父亲的宠爱。皇太极的一位福晋鈕祜祿氏，曾因为见阿濟格不肯下轿而被公爹努尔哈赤下令休离。他驍勇善戰，初授台吉。後金天命十年（明天啟五年）（1625年），跟從貝勒莽古爾泰征伐察哈爾部，追至農安塔。天命十一年（1626年），偕同台吉碩託討伐喀爾喀巴林部，再跟從貝勒代善討伐扎魯特部，皆有戰功，因功封貝勒。

### 天聰年間
天聰元年（1627年），偕同貝勒阿敏攻打朝鮮，連克五城。跟從皇太極討伐明，偕同莽古爾泰守衛塔山糧運。會師於錦州，逼近寧遠，明兵千餘人為車營，掘壕，前列火器，阿濟格擊殲敵軍。總兵滿桂出城列陣，皇太極意欲進擊，諸貝勒以距城太近，力諫不可，唯獨阿濟格請從。皇太極監督阿濟格馳擊明騎兵至城下，諸貝勒皆慚愧，奮不及胄，亦進擊其步軍，明兵死者大半。天聰二年（1628年），弟弟多铎欲娶舅舅阿布泰之女，阿济格以阿布泰的亲家阿达海为媒人，定婚。事后，阿济格、阿布泰、阿达海三人被皇太极处罚。阿济格被罚银千两和其它财物，并被革去固山贝勒一位，授予其弟多爾袞，後來再恢復原位。
天聰三年（1629年），偕同濟爾哈朗侵略明錦州、寧遠等地，焚毀其積聚，俘虜三千人。再從皇太極討伐明，攻克龍井關，下漢兒莊城，再攻克洪山口。進軍至遵化，攻擊斬殺明總兵趙率教。逼近明都，袁崇煥、祖大壽以兵二萬赴去救援，屯兵廣渠門外，後金軍隊追逐明軍，迫近壕塹，阿濟格戰馬受創，乃退兵。再偕同阿巴泰等侵略通州，至張家灣。再從皇太極閱薊州，遇到明山海關援兵，阿濟格偕同代善突入敵陣，大破敵軍。
天聰四年（1630年），再跟從大軍伐明，趨至廣寧，會師大凌河。夜圍錦州，明兵偷襲阿濟格軍營，霧不見人，阿濟格嚴陣以待。待霧散時突擊，俘獲明裨將一人、甲械及馬二百餘。皇太極酌金卮親自慰勞，授圍城方略。再聽聞明增兵，皇太極命揚古利率八旗巴牙喇兵之半以益軍。祖大壽弟祖大弼逐清軍中偵騎近上前，皇太極擐甲與戰，阿濟格馳至，明兵步騎遝出，阿濟格奮擊退卻明兵，斬殺明裨將一人。皇太極以所統的士兵交付阿濟格，明監軍道張春救援而至，又戰於大凌河，截殺過半，驅逐北方四十里。
天聰六年（1632年），跟從大軍討伐察哈爾，林丹汗逃遁。皇太極移師伐明，令阿濟格統率左翼及蒙古兵侵略大同、宣府，盡得張家口所貯犒邊財物。天聰七年（1633年），城通遠堡，迎降將孔有德，拒明 及朝鮮兵。詔問攻明及朝鮮、察哈爾三者何先，阿濟格言當攻明。偕同阿巴泰侵略山海關，皇太極詔責其不深入，阿濟格言：「臣欲息馬候糧，諸貝勒不從。」皇太極曰：「汝果堅不還，諸貝勒將棄汝行乎？」天聰八年（1634年），跟從大軍伐明，克保全，攻拔靈丘。

### 崇德年間
崇德元年（1636年），阿濟格進封為武英郡王。偕同饒餘貝勒阿巴泰及揚古利伐明，自雕鶚堡入長安嶺，逼近延慶。越過保定至安州，攻克昌平、定興、安肅、寶坻、東安、雄、順義、 容城、文安諸縣，五十六戰皆捷，俘獲人畜十餘萬。又遣固山額真譚泰等設伏，斬殺遵化三屯營守將，獲馬百四十餘。得加許旨，賜鞍馬一副。退兵時，皇太極迎勞地載門外十里，見阿濟格勞瘠，為他淚下，親酌金卮慰勞。皇太極攻打朝鮮時，命阿濟格守牛莊。崇德二年（1637年），碩託攻打皮島未下，阿濟格督所屬部隊水陸併進而攻克。皇太極遣使褒獎慰勞。
崇德四年（1639年），跟從大軍伐明，阿濟格揚言欲以紅衣大炮攻台，守者大懼，四里屯、張剛屯、寶林寺、旺民屯、於家屯、成化峪、道爾彰諸台俱下。再回軍守衛塔山、連山，俘獲人馬千計。再偕同阿巴泰侵略錦州、寧遠。崇德六年（1641年），偕同濟爾哈朗圍攻錦州。守郛蒙古台吉吳巴什等商議舉城投降，祖大壽察覺後，攻擊蒙古兵，阿濟格夜登陴助戰，明兵大敗，遷徙蒙古降者於義州。阿濟格屢次擊敗明兵，朝廷賞賜銀四千。
洪承疇率領諸將王樸、吳三桂等援錦州，號稱十三萬。皇太極親自探視大軍，扎營於松山。明兵投奔塔山，阿濟格追擊，虜獲筆架山積粟，又偕多爾袞克敵四台，擒明將王希賢等，王樸、吳三桂僅以身免。明兵猶留守錦州、松山、杏山、高橋諸地，皇太極回盛京，命令阿濟格偕同杜度、多鐸等圍攻。洪承疇夜出松山偷襲清軍，阿濟格等督眾軍環射明軍，明兵敗退回，城門緊閉不得入，其眾二千皆投降。崇德七年（1642年），圍攻杏山，派遣軍隊侵略寧遠。吳三桂以四千人駐守塔山、高橋，不戰而退，縱兵四擊，又迭敗之。崇德八年（1643年），復偕同濟爾哈朗攻打寧遠，清軍於城北佈雲梯發炮，城墻倒塌而攻克；抵達前屯衛，攻打城西，斬馘四千餘，明總兵黃色棄城逃遁，再克。

### 順治年間
順治元年（1644年），跟從大軍入關破李自成，阿濟格進封為英親王，賞賜鞍馬兩副。命阿濟格為靖遠大將軍，自邊外進入陝西，切斷李自成歸路，八戰皆勝，攻克四城，降伏三十八城。當時李自成為多鐸所敗，放棄西安出走商州。詔令多鐸進兵淮、揚，而命阿濟格率師討伐李自成。李自成南走，其眾尚有二十萬，規取南京。阿濟格以師追從，及至鄧州，復南至承天、德安、武昌、富池口、桑家口、九江，屢次破敵，李自成出走而死，斬大順軍驍將劉宗敏，俘虜軍師宋獻策。
明將左良玉子左夢庚當時駐軍九江，清軍殺至，執捕總督袁繼咸等，率馬步兵十萬、舟數萬，到軍門投降。是役凡十三戰，下郡縣：河南十二，湖廣三十九，江西、江南皆六。捷報上報，世祖遣使赴軍中慰勞，詔曰：「王及行間將士馳驅跋涉，懸崖峻嶺，深江大河，萬有餘里，勞苦功高。寇氛既靖，宜即班師。其招撫餘兵，或留或散，王與諸大臣商榷行之。」詔未至時，阿濟格已率師還京師。睿親王多爾袞責阿濟格不候詔班師，又李自成未死時，先以死聞，遣人數其罪行；又在午門張蓋坐，召他而斥責。覆議方出師時，脅宣府巡撫李鑒釋逮問赤城道朱壽錅及擅取鄂爾多斯、土默特馬，降為郡王。再回復原來爵位。順治五年（1648年），剿滅天津、曹縣土寇。同年十一月，阿濟格率師駐守大同，姜瓖叛亂，阿濟格督兵討伐。旋又被命為平西大將軍，率領固山額真巴顏等討伐姜瓖。順治六年（1649年），姜瓖將劉遷侵犯代州，派遣博洛赴去救援，圍遂解開。
多爾袞親至大同探視大軍，當時阿濟格兩福晉病卒，命他回家主持，阿濟格曰：「攝政王躬攝大政，為國不遑，吾敢以妻死廢國事？」阿濟格自以軍功多，告訴多爾袞曰：「輔政德豫親王征流寇至慶都，潛身僻地，破潼關、西安不殲其眾，追騰機思不取，功績未著，不當優異其子。鄭親王乃叔父之子，不當稱‘叔王’。予乃太祖之子，皇帝之叔，宜稱‘叔王’。」多爾袞斥責其狂妄，令勿干預六部事務及交接漢官。尋再偕同鞏阿岱攻打大同，正值降將楊振威斬姜瓖投降，毀壞其城睥睨五尺，乃退兵。順治八年（1651年）正月，多爾袞逝世於喀喇城，阿濟格赴其喪禮，諸王夜臨至，獨阿濟格不至，召其子郡王勞親以兵脅多爾袞所屬使附己。喪還，世祖出迎，阿濟格不去佩刀。勞親兵至，阿濟格張纛與合軍。多爾袞左右訐阿濟格意欲作亂，鄭親王濟爾哈朗等遣人於路中監督他。回京時，議罪削去爵位，幽禁他。逾月，覆議罪拘囚於別室，籍沒其家產，諸子皆廢黜為庶人。同年十月十六日，監守者上告阿濟格將於拘囚所縱火，被賜死於獄中。阿濟格次子傅勒赫一支被給予鑲紅旗的承澤親王碩塞府為奴，其余諸子後代則給予正藍旗的端重親王博洛府為奴。順治十八年，以傅勒赫一支無罪，恢复宗室，留鑲紅旗，其子綽克都袭爵。康熙五十二年，復蒙恩將阿濟格第三子伯爾遜、第八子佟塞、第十子鄂拜、第十一子班進泰各支賜給紅帶子覺羅氏，部分歸入鑲紅旗，由輔國公綽克都（絕克堵）府上的包衣護衛塞亨額（亦色恒額，孫佳氏，尚书托恩多之父）、塞亨額子郭爾吉（亦國勒吉、果爾吉）管理，見《欽定八旗通志》。又如檔案記錄：乾隆朝，阿濟格之後裔西安副都統宗室明善、光禄寺少卿宗室誠速皆為鑲紅旗包衣郭爾吉佐領下人。直到乾隆四十三年，才加恩將阿濟格後人各支子孫复入愛新覺羅宗譜。

## 個人生活
日本旅人在《韃靼漂流記》中這樣寫道，「八王子是一個性格粗暴的人，遇事不加考慮，所以不管政務。他年約五十幾歲，臉上有麻子，身材魁梧，眼神令人望而生畏。為人勇猛，攻城陷陣，無往不勝。與明朝交戰，屢建軍功。有一次，攻城的時候，城內請求投降，皇帝也答應了，可是巴圖魯王子（意為勇士王子，指八王子阿濟格）不同意」。

## 家庭

### 妻妾
目前只發現阿濟格的四位妻妾有明確的出身。
| 婚姻名分 | 姓名                       | 简介 |
| -------- | -------------------------- | --- |
| 嫡妻     | 西林覺羅氏                 | 祜新之女。 |
| 繼妻     | 科爾沁博爾濟吉特氏，博克托 | 科尔沁部炳圖郡王洪果尔女儿，壽康太妃姐妹。崇德元年（1636年）十一月，皇太極册封诸多宗室妻子为福晋。博克托受封为多罗嫡福晋。 |
| 妾       | 李氏                       | 李士興之女。 |
| 妾       | 愉氏                       | 愉春仁之女。 |
| 不詳     | 姓名不詳                   | 《世祖章皇帝實錄》曾提及多爾袞在豪格去世後，將豪格一妃私與英親王阿濟格，此女後事不詳。                                     |

### 儿子
阿济格子十二，有爵者三：和度、傅勒赫、劳亲。和度，封贝子，先卒。劳亲与阿济格同赐死。
长子 和度
固山贝子。天命四年己未十一月十九日亥时生，母嫡妻西林觉罗氏，褚新之女；顺治三年丙戌十月初七日亥时卒，年二十八岁。嫡夫人扎鲁特氏，常起布之女，无子女。
次子 傅勒赫
追封奉恩镇国公。天聪二年戊辰十二月十六日戌时生，母继妻科尔沁博尔济吉特氏，炳图郡王孔果洛之女。初封镇国公。坐夺爵，削宗籍。顺治十七年庚子四月初三日申时卒，年三十三岁。十八年，谕傅勒赫无罪，复宗籍。康熙元年，追封镇国公。
嫡妻科尔沁博尔济吉特氏，和硕卓立克图亲王吴克善之女；继妻博尔济吉特氏，弼汉桑噶尔塞台吉之女。
- 子三人：长子鲁克度，次子奉恩辅国公构孳，三子已革辅国公綽克託（亦綽克都、絕克堵、綽克度）。綽克託孫女為年羹堯繼妻，曾孫敦誠、敦敏為曹雪芹密友。

第三子 劳亲
已革多罗郡王。生年未详（天聪二年~五年），母妾姓氏、父名未详。顺治八年十月十六日赐死于狱中。子嗣不详。
第四子 伯尔逊
天聪五年辛未正月初三日酉时生，母妾姓氏、父名未详，康熙十四年乙卯九月二十八日卯时卒，年四十五岁。嫡妻钮祜禄氏，二等侍卫齐泰之女；妾田氏，田二之女；妾李氏，李达之女；妾金氏，金惟孜之女；妾王氏，王达之女。
- 子十人：长子魁格，次子关图，三子阿尔博，四子阿尔晋，五子罗克多欢，六子阿尔丹，七子图吉，八子特清额，九子索德，十子图兰泰。

第五子 门柱
天聪七年癸酉五月二十八日戌时生，母妾姓氏、父名未详，天聪九年乙亥八月十三日卯时卒，年三岁。
第六子 楼亲
已革和硕亲王。天聪八年甲戌九月十九日亥时生，母继妻科尔沁博尔济吉特氏，炳图郡王孔果洛之女；顺治十八年辛丑十月初四日赐自尽，年二十八岁。无子女。
第七子 墨尔逊
天聪九年乙亥六月二十二日子时生，母继妻科尔沁博尔济吉特氏，炳图郡王孔果洛之女；卒年未详。嫡妻瓜尔佳氏，都统和岳图之之女。无子女。
第八子 索尔科
崇德五年庚辰正月二十五日子时生，母妾李氏，李士兴之女；崇德七年壬午五月十六日卯时卒，年三岁。
第九子 佟塞
崇德六年辛巳三月二十日酉时生，母妾姓氏、父名未详，康熙四十年辛巳十月初九日丑时卒，年六十一岁。嫡妻鄂卓氏，鄂海之女；妾王氏，王达之女；妾张氏，张祥之女。
- 子三人：长子云秀，次子云庄，三子常明珠。

第十子 瑚礼
崇德六年辛巳七月初七日午时生，母妾姓氏，父名未详。卒年未详，无子女。
第十一子 鄂拜
崇德八年癸未二月初一日午时生，母妾姓氏、父名未详，康熙二十八年己巳八月初一日巳时卒，年四十七岁。嫡妻郭络罗氏，散骑郎阿海之女；媵妾李氏，李三之女；媵妾张氏，张自福之女；妾乔氏，乔大之女。
- 子十一人：长子云岱，次子顺岱，三子科拜，四子勇蔼，五子绍泰，六子韬海，七子佛泰，八子韬泰，九子舒尔洪额，十子隆岱，十一子观顺。鄂拜後裔有光禄寺少卿宗室誠速、西安副都統宗室明善，乾隆四十九年陣亡，予世襲騎都尉、入祀昭忠祠。明善孫成凱（綏遠城將軍）、祥厚（江寧將軍）。

第十二子 班进泰
顺治元年甲申四月二十二日卯时生，母妾姓氏、父名未详，康熙四十五年丙戌七月十五日酉时卒，年六十三岁。嫡妻纳喇氏，侍卫班领舒淑之女；媵妾曹氏，曹达之女。
- 子三人：长子穆楚，次子额尔庚额，三子额尔定额。

### 女儿
- 第一女，母继福晋博克托，受封郡主，天聪九年与遏必隆成婚，崇德八年病故。
- 第二女，母继福晋博克托，杜爾伯特部台吉扎穆索之妻
- 第三女，母继福晋博克托，博爾濟吉特氏台吉噶布拉之妻
- 第四女，母继福晋博克托，翁牛特部杜棱郡王博多和之福晉
- 第五女，母继福晋博克托，納蘭明珠妻，育有三子，長子是清初著名詞人纳兰性德。四世孫瑚玐任理事官。瑚玐的儿子敦敏、敦誠是曹雪芹的好友。

## 延伸阅读
[在维基数据编辑]
 《清史稿/卷224》
 《清史稿/卷217》，出自趙爾巽《清史稿》
 《清史稿·卷235》，出自趙爾巽《清史稿》